# Graphipterus rotundatus
Graphipterus rotundatus es una especie de escarabajo del género Graphipterus, familia Carabidae, orden Coleoptera. Fue descrita científicamente por Klug en 1832.

## Descripción
El macho mide 15,0-19 milímetros de longitud y la hembra 15,4-17,1 milímetros.

## Distribución
Se distribuye por Argelia, Túnez y Libia.